# Mediaite
Mediaite是一个美國英文政治新闻网站。 由丹·阿布拉姆斯於2009年创立，隶属于艾布拉姆斯媒体网络（Abrams Media Network）。2017年1月，Mediaite的独立访客达到1186万 。

## 外部連結
- 官方网站